# Hackulous
Hackulous (hackulo.us) —  бывший хакерский проект по организации и поиску пиратских приложений для iPhone и других мобильных устройств от Apple, имевший достаточно развитую инфраструктуру.
Проект закрыт 30 декабря 2012 года.
Состоял из нескольких приложений:
- Crackulous — программа для взлома приложений, купленных в AppStore и заливки их на различные файлообменники.
- Installous — программа для поиска приложений в базе данных, автоматической закачки с файлообменника и установки на пользовательское устройство.
- AppSync — патч для системы установки мобильного устройства, позволяющий установить взломанные приложения как через Installous, так и с помощью iTunes с настольного ПК.
- AppTrackr.org — собственно база данных взломанных приложений.

## Отношение к проекту
Отношение к проекту в среде пользователей мобильных устройств Apple было неоднозначным. В частности, хакерские группы, создающие программы для джейлбрейка устройств, неоднократно высказывали однозначно негативное отношение к проекту, как нарушающему хакерскую этику, поскольку пиратство вынуждает производителей применять всё более изощрённые технические средства противодействия пиратству, что отрицательно сказывается на цифровой культуре в целом.